# Carlos Libedinsky
Carlos Libedinsky – argentyński muzyk, kompozytor tang argentyńskich, tancerz tanga.
Jeden z pierwszych wprowadził muzykę elektroniczną do utworów tanga około 2002 - czym zapoczątkował obecny (2008) ruch tanga alternatywnego. Znany jest z projektu Narcotango. Od 1986 jest dyrektorem szkoły muzycznej Tademus w  Buenos Aires.

## Dyskografia
- Aldea Global (2001) - tango
- Narcotango (2003) - neo-tango
- Narcotango vol. 2 (2006) - neo-tango
- Narcotango en vivo (2008)